# Jacobus Strauss

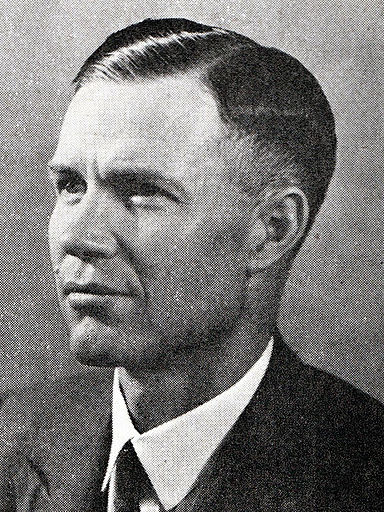
Jacobus "Koos" Strauss (1900-1990)

Jacobus Gideon Nel Strauss (Calvinia 17 december 1900 - Kaapstad 7 maart 1990) was een Zuid-Afrikaans politicus die van 1950 tot 1956 leiding gaf aan de Verenigde Party (VP).

## Biografie
Jacobus ("Koos") Strauss werd op 17 december 1900 geboren in Calvinia in de Noord-Kaap. Hij bezocht de Hogere School van Calvinia om en studeerde vervolgens aan de Universiteit van Kaapstad (B.A. 1922) en de Universiteit van Zuid-Afrika (LL.B 1926). Van 1926 tot 1944 was hij werkzaam als advocaat. Hij was van 1923 tot 1924 tevens privésecretaris van generaal Jan Smuts.
Strauss was politiek actief voor de Suid-Afrikaanse Party (SAP) - later de Verenigde Party (VP) - en werd voor die partij in 1930 in de Provinciale Raad van de Kaapprovincie gekozen. In december 1932 kwam hij via tussentijdse verkiezingen in de Volksraad (parlement). In 1944 werd hij door premier Jan Smuts in de regering opgenomen als minister van Landbouw. Hij bekleedde deze post tot de verkiezingen van 1948, waarbij de Nasionale Party (NP) aan de macht kwam. Strauss bleef lid van het parlement en volgde in 1950 na diens overlijden Smuts op als partijleider van de VP. Kort tevoren nam hij als de taken van partijleider van de VP waar namens Smuts. Bij de parlementsverkiezingen van 1953 leed de VP een nederlaag en verloor acht zetels en hield er nog 57 over. De regerende Nasionale Party (NP) boekte echter een verkiezingsoverwinning van vijftien zetels en kwam op 94 zetels. Als overmaat van ramp scheidde zich kort na de verkiezingen twee groeperingen van de VP af en vormden de Liberale Party (LP) en de Verenigde Federale Party (VFP). Deze twee partijen waren het oneens over de in hun ogen slappe oppositiebeleid van de VP. In 1954 stapte een deel van de rechtervleugel uit de VP en zij stichtten de Nasionale Konserwatiewe Party (NKP).
Strauss was geen voorstander van apartheid, maar scheen het toch te aanvaarden als voorlopig de beste oplossing voor hetgeen werd omschreven als het "rassenvraagstuk." Het officiële beleid van de VP - en dus ook van Strauss - was dat wanneer de zwarte bevolking voldoende was verwestert en "beschaafd" was geworden, zij mee kon delen in de macht. Strauss verzette zich echter wel tegen de pogingen van de regering om de kleurlingen het kiesrecht te ontnemen.
In 1956 nam de kritiek op Strauss' leiderschap toe. Tijdens een verblijf in Engeland om te herstellen van ernstige ziekte, vroeg hij de achterban van zijn partij om hun vertrouwen in hem uit te spreken. Tijdens een partijcongres in november 1956, na langdurig overleg, zegde de partij haar vertrouwen in Strauss op. Koos Strauss werd als partijleider opgevolgd door Sir De Villiers Graaff. In 1957 gaf Strauss ook zijn parlementszetel op en uiteindelijk zegde hij ook zijn lidmaatschap van de VP op.
Zijn dochter Maureen was sinds 29 maart 1953 getrouwd met Zach de Beer.